# Lavínia
A Lavínia mitológiai eredetű latin női név, jelentése: lavinium városából való nő. A római mitológiában Latinus és Amáta lánya, Aineiasz utolsó felesége.

## Gyakorisága
Az 1990-es években szórványos név, a 2000-es években nem szerepel a 100 leggyakoribb női név között.

## Névnapok
- április 14.[2]